# Karl August von Bretzenheim

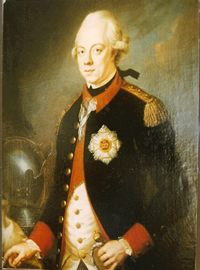
Karl August von Bretzenheim mit Bruststern des Hubertusordens (Gemälde um 1790)

Karl August Friedrich Joseph von und zu Bretzenheim (* 24. Dezember 1768; † 27. Februar 1823 in Wien) war der erste Fürst von Bretzenheim.

## Leben
Karl August war ein außerehelich geborener Sohn des Kurfürsten Karl Theodor von Bayern (1724–1799) aus seiner Beziehung mit Maria Josepha Seyffert (1748–1771), einer Schauspielerin und Tänzerin am Mannheimer Theater, die durch den Kurfürsten in den Rang einer „Gräfin von Heydeck“ erhoben wurde.
Karl Theodor, der keine legitimen Nachkommen besaß, kümmerte sich sehr liebevoll um seine außerehelich geborenen Kinder. Neben Sohn Karl August, gab es noch die Schwestern Karoline, die Zwillinge Eleonore, Friederike und Karl Augusts Halbschwester Karoline Franziska, die durch Wolfgang Amadeus Mozart kurzzeitig Klavierunterricht erhielten.
1772 erhielt Karl August nach Zahlung seines Vaters Karl Theodor von Bayern die 300.000 Gulden teure Herrschaft Bretzenheim an der Nahe (heute Landkreis Bad Kreuznach), die 1774 zur Reichsgrafschaft erhoben wurde. 1778 erhielt er auch die Herrschaft Zwingenberg am Neckar, die für 400.000 Gulden und 1.000 Dukaten Schlüsselgeld angekauft wurde. Als 1778 sein Vater von Mannheim nach München zog, folgte ihm sein neunjähriger Sohn als General der Kavallerie, obwohl er selbst nie im Krieg war. In Bretzenheim wurde in der heutigen Kirchstraße 2 das ehemalige Schloss des Vorbesitzers hergerichtet und nach Brand 1774 zum Barockschloss umgebaut. Der Bauinspektor J. Faxlunger aus Mannheim gruppierte um einen Hof eine Anlage mit Wirtschaftsgebäuden, einen Renaissance-Torbogen um 1590, sowie Herrenhaus mit markanten Treppenturm von 1595. Ein Residenzschloss war nicht nötig, da Karl August dort nicht residierte. Zu Bretzenheim kamen hinzu die ehemals Hatzfeldischen Güter Weisweiler und Pallandt sowie die im Herzogtum Jülich liegenden Güter Breitenbend und Merfeld. Das Fürstentum wurde später noch durch die Güter Mandel, Planig, Ippesheim, Rümmelsheim und Layen erweitert.
Zu seiner Versorgung gründete Karl Theodor 1780/82 das Großpriorat Bayern des Malteserordens aus den Gütern des 1773 aufgehobenen Jesuitenordens. Da die deutsche Ordenszunge keine unehelichen Fürstenkinder aufnahm, wurde zuvor die englische Zunge als „Englisch-Bayerische Zunge“ wiederbelebt, dem das neue Großpriorat angegliedert wurde.
Als 18-jähriger Großprior absolvierte er 1786/1787 seine Kavalierstour nach Italien und Malta. Seine Begleitung bestand aus einem Gefolge von zehn Personen, unter ihnen Maximilian August von Scharfenstein genannt von Pfeil. Die Reise kostete die Staatskasse seines Vaters, gemäß historischen Unterlagen, 44.326 Gulden Dies entsprach in etwa dem Jahresetat des lateinischen Schulwesens.
Karl August, bisher mit dem Titel eines Reichsgrafen, wurde 1789 durch Kaiser Joseph II. zum Fürsten von Bretzenheim erhoben. Unter diesem Namen erhielt er auch Sitz und Stimme im Reichstag unter den Wetterauer Grafen, dem Kreistag des Oberrheinischen Reichskreises sowie das Münzregal, welches er in der Prägung des „Bretzenheimer Talers“ Ausdruck verlieh. 1791 wurde er von seinem Vater als fürstlicher Ritter in den Hubertusorden aufgenommen.
Da er durch den Ersten Koalitionskrieg das Fürstentum bereits 1795 wieder verlor, wurde er dafür durch das fürstliche Stift und die Reichsstadt Lindau entschädigt.
Nach dem Tode von Karl Theodor am 16. Februar 1799 wurde das Großpriorat Bayern aufgelöst, aber nach massiven Protesten des Großmeisters Paul von Russland im gleichen Jahr neu gegründet. Karl August wurde nicht wieder in den Orden aufgenommen und das Großpriorat wurde dem erst vierjährigen zweiten Sohn des neuen Kurfürsten Maximilian Joseph, Karl übertragen. Die Rheinbund-Staaten beschlossen dann 1806 die Auflösung des deutschen Großpriorats und die Enteignung des gesamten Ordensbesitzes in seinen Mitgliedsländern. 1808 wurde auch das Großpriorat Bayern säkularisiert.
1799 zog Karl August mit Familie nach Wien, mietete sich dort ein und lebte hier bis zu seinem Tod 1823 im Alter von 54 Jahren. Im selben Jahr erwarb er die steierischen Güter Thannhausen, Unterfladnitz, Sturmberg (heute bei Naas (Steiermark)), Ratmannsdorf und Waxenegg, die er aber schon 1809 wieder veräußerte. In Wien steigerte er seine militärische Laufbahn nochmals. Der kurbayerische Generalmajor wurde am 1. August 1800 zum kaiserlichen Generalmajor erhoben, ohne eigene Kampferfahrung. Am 25. April 1803 verkaufte Karl August Lindau für 46.000 Gulden an Österreich und erhielt zusätzlich die ungarischen Herrschaften Regéc und Sárospatak. Er wurde dadurch ungarischer Magnat und nannte sich fortan Karl August Friedrich Joseph Fürst Bretzenheim von Regecz. Der Verkauf von Lindau brachte Europa an den Rand eines Krieges. Napoleon I. echauffierte sich: „Ganz Europa ist dabei interessiert, dass Lindau nicht österreichisch werde!“
1810 quittierte er den Dienst. Im Palais Bretzenheim in Mannheim, das vom Vater für ihn gebaut und nach ihm benannt wurde, wohnte er nie mehr. Dies wurde ihm auch unmöglich, da ab 1792 mehrfach die Französische Revolutionsarmee Mannheim besetzt hatte. So besetzte zeitweise Adam-Philippe de Custine am Oberrhein die Hochstifte Speyer und Worms. Auch die Kurpfalz, Mainz und Frankfurt am Main waren unter französische Kontrolle.
Im Jahr 1822 erhielt der Fürst, kurz vor seinem Tod in Wien, von der preußischen Regierung die Herrschaften Paland und Weisweiler im Kreis Düren zurück. Zum Zeitpunkt seines Todes schätzte man die Einnahmen des Fürsten bei 130.000 Gulden.

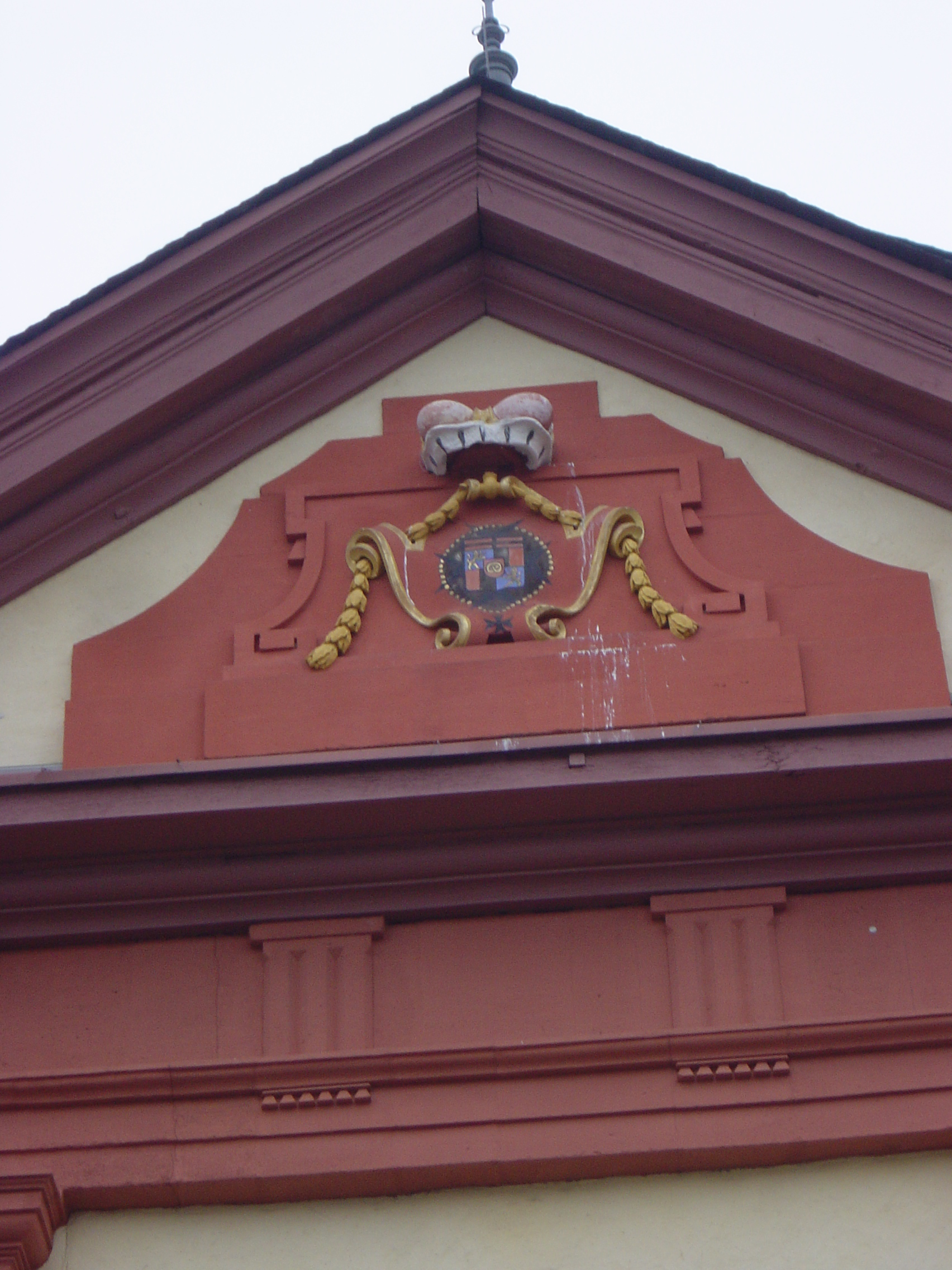
Wappen Karl Augusts an der Bretzenheimer Kirche Mariä Geburt

## Wappen

Wappen Karl Augusts von Bretzenheim (Schildhaupt als Großprior des Malteserordens)

Das Schildhaupt des Wappen Karl Augusts zeigt ein silbernes Kreuz auf rotem Grund für den Malteserorden. Die Mittelschilde 1 und 3 haben je einen goldenbekrönten Löwen in Blau, 2 und 4 sind halbiert, halb Silber – halb Rot mit einem Schild in der Mitte. Das Herzschild zeigt eine goldene Brezel auf rotem Grund, insoweit wurde das Bretzenheimer Wappensymbol in das Familienwappen der kurfürstlichen Kinder aufgenommen. Zeigt wie hier der Knoten der Brezel zum Schildfuß, bezeichnet man die Brezel als gestürzt oder als nach unten gerichtet.
Das Fürstliche Wappen findet sich heute noch am Hauptaltar der Bretzenheimer Kirche Mariä Geburt. Auch wurde diesés Wappen wieder über der Hofeinfahrt am wiederaufgebauten Palais Bretzenheim in Mannheim angebracht.

## Ehe und Nachkommen
Karl August heiratete als 20-Jähriger am 27. April 1788 in Oettingen Maria Walburga (1766–1833), Tochter des Fürsten Anton Ernst zu Oettingen-Oettingen und Oettingen-Spielberg, mit der er folgende Kinder hatte:
- Elisabeth Auguste (*/† 1790)
- Maria Anna (1793–1796)
- Karl Theodor (1794–1796)
- Leopoldine (1795–1844)

⚭ 1816 Graf Ludwig Almasy († 1836)
- Amalie (*/† 1797)
- Maria Crescentia (1799–1866)

⚭ 1816 Graf Joseph Somogyi († 1865)
- Ferdinand (1801–1855), 2. Fürst von und zu Bretzenheim

⚭ 1831 Prinzessin Karoline von Schwarzenberg (1806–1875)
- Amalie (1802–1874)

⚭ 1822 Graf Ludwig Taaffe († 1855)
- Alfons (1805–1863), 3. Fürst von und zu Bretzenheim

⚭ 1849 Johanna Hofmann (1823–1866), Nichte des Schriftstellers Johann Nestroy. Mit dem Tod Alfons starb die Fürstenlinie nach 74 Jahren aus.